# Строитель (футбольный клуб, Сыктывкар)
Строитель — советский футбольный клуб из Сыктывкара.
Во второй лиге СССР занял 20-е место в зональном турнире (1972) — единственный сезон в первенствах СССР на уровне команд мастеров (команда снялась с соревнований по ходу турнира), тренер Арсен Найдёнов.